# Teofilo Spasojević
Teofilo Spasojević (szerbül: Teoфилo Cпacojeвић; Belgrád, Szerb Királyság, 1909. január 21. – Belgrád, Jugoszlávia, 1970. február 28.) szerb labdarúgóhátvéd.
A Jugoszláv királyság válogatottjának tagjaként részt vett az 1930-as világbajnokságon.